# لویزا، پورتوریکو
لویزا (به انگلیسی: Loíza) یک منطقهٔ مسکونی در ایالات متحده آمریکا است که در پورتوریکو واقع شده‌است.
 لویزا ۱۷۰٫۱۹ کیلومتر مربع مساحت و ۳۰٬۰۶۰ نفر جمعیت دارد.